# Reliquiar von San Nazaro

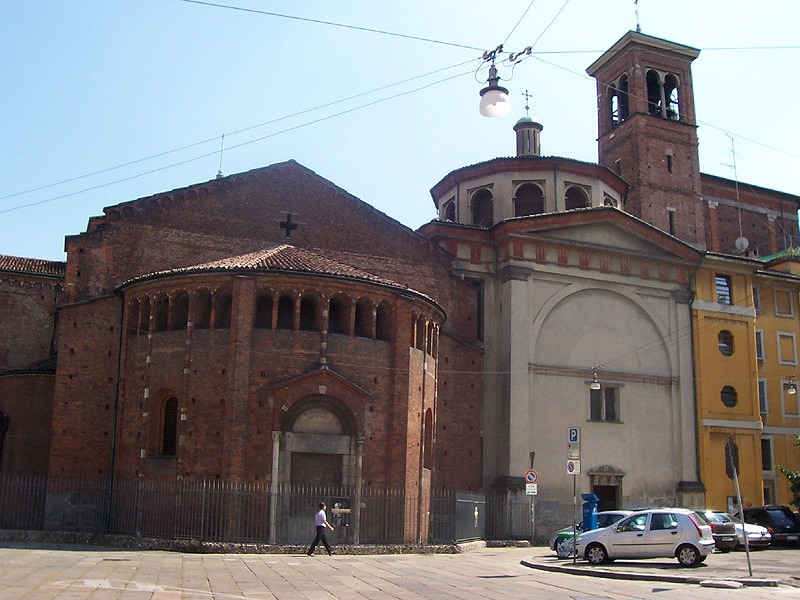
Kirche San Nazaro, Mailand

Das Reliquiar von San Nazaro ist ein silbernes Reliquienkästchen des späten 4. Jahrhunderts aus der Kirche San Nazaro in Mailand. Er ist heute im Museo Diocesano in Mailand ausgestellt.

## Geschichte

### 1. Wiederauffindung
Im Jahr 1578 wurden in der Kirche San Nazaro in Mailand während Ausbesserungsarbeiten mehrere Reliquien unter dem Vierungsaltar (damals Altar des hl. Petrus) und unter dem Altar in der Ostapsis aufgefunden. Diese bestanden angeblich aus den Gebeinen des hl. Nazarius (italienisch San Nazaro), Venerius, Glycerius, Marolus, Lazarus sowie den Gebeinen Unbekannter und einigen Gegenständen. Diese Gegenstände waren ein Silberkästchen mit figürlichem Dekor und eine silberne Kugel mit einem eingeschlossenen Knochen. Die Auffindung wird bezeugt von Carlus a Basilica (Carlo Bascapé) und Giovanni Pietro Giussano. Der damalige Erzbischof Carlo Borromeo sah in dem Silberkästchen ein Zeugnis der Apostel und nahm dabei Bezug auf einen Bericht des Paulinus von Mailand, welcher überlieferte, wie Reliquien, darunter Gebeine des hl. Petrus unter Simplicianus aus Rom mitgebracht wurden. 
Anfang Mai 1579 wurden anlässlich der 5. Provinzialsynode die Reliquien unter dem neu errichteten Altar im Ostarm von San Nazaro erneut bestattet.

### 2. Wiederauffindung
Am 8. Mai 1894 führte der damalige Hauptpfarrer von San Nazaro, Padre Pozzi, eine erneute Öffnung des Reliquiendepots durch. Dies geschah im Zuge der 1500-jährigen Wiederkehr des Tages der Translation der Gebeine des hl. Nazaro nach San Nazaro. Hierbei sollte den Gläubigen die Reliquien zur Verehrung offengelegt werden. Bei der Öffnung wurde ca. 1 m unter dem Altar eine römische Graniturne mit schwerem Steindeckel gefunden. Darin befand sich eine Pluviale (liturgisches Gewand) aus roter Seide mit Goldverzierung, vier kleinere Bleiurnen, ein Silberkästchen, eine silberne Kugel mit eingeschlossenem Knochen und ein wahrscheinlich zum Kästchen gehörendes Schloss sowie eine Metallplatte mit der Aufschrift „Reliquae SS. Apostolorum“. Das Ganze ruhte auf einem starken Gitterwerk aus Eisen. Im Kästchen selbst befanden sich Haarsträhnen und viele Tüchlein, die man als brandea (Berührungsreliquien) deuten kann. Auf den Bleiurnen fanden sich zudem Inschriften, laut derer sich in den Urnen die Gebeine des hl. Nazarius sowie der Mailänder Bischöfe Venerius, Marolus, Glycerius und Lazarus befinden.

### Platzierung der Reliquien und Datierung
Laut einem Brief des Ambrosius an seine Schwester Marcellina befanden sich die Reliquien bereits in San Nazaro vor der Weihe von San Ambrogio. Damit ist klar vor 386 n. Chr. Jedoch werden die Reliquien in dem Brief nicht näher benannt. Daher kann man nicht sagen welche Reliquien sich vor 386 n. Chr. in San Nazaro befanden. Als weitere literarische Quelle wäre Paulin von Mailand zu erwähnen, der schildert, wie Simplicianus Reliquien aus Rom nach San Nazaro mitgebracht hat.
Die Datierung für die Reliquien ist durch mangelnde Überlieferung schwierig. Als Beispiel ist hier das Silberkästchen zu nennen, welchen entweder ins späte 4. Jh. datiert wird, gemäß dem Brief des San Ambrogio, oder ins 16. Jh. gemäß der Argumentation von Charles Rufus Morey, der die figürlichen Szenen auf dem Kästchen stilistisch ins 16. Jh. einordnet. Die am gängigsten in der Forschungsliteratur vertretene Datierung zielt ins späte 4. Jh.

## Das Silberkästchen von San Nazaro
Das Silberkästchen ist würfelförmig mit einer Grundfläche von 18,5 cm × 18,5 cm und einer Höhe von 17,5 cm. Es ist eine Treibarbeit aus ca. 2 mm dickem Silberblech. Dieses wurde vergoldet. Das Kästchen ist figürlich verziert. Die Details sind durch Ziselieren ausgearbeitet. An der Innenseite des Deckels ist ein aus Goldblech angefertigtes Staurogramm befestigt. Vom einstigen Verschluss des Kästchen ist nur noch ein Bügelpaar erhalten. Abgesehen davon ist der Erhaltungszustand relativ gut, lediglich ein kleiner Riss befindet sich an einer der Randwulsten am Deckel. Das Kästchen befindet sich heute im Mailänder Domschatz. Als Vergleichsobjekte der gleichen Epoche wären hier das Projecta-Kästchen und das Silberreliquiar aus Thessaloniki zu nennen.

### Beschreibung und Deutung der Szenen
Zu beachten ist, dass die Deutungen für die Szenen in der Forschung sehr umstritten sind.

#### Deckel
Zwei geteilte Szene mit dominierendem oberen Teil mit mittig thronender Figur. Diese ist frontal ausgerichtet, die Füße ruhen auf einem Suppedaneum, die linke Hand stützt einen Codex auf das linke hochgestellte Knie, die rechte Hand im Redegestus, er hat eine Kurzhaarfrisur, einen Nimbus und eine Tunika mit Clavi sowie Pallium und Campagi. Links und rechts flankierend zwei Personen in Tunika und Pallium, dem thronenden zugewandt. Der Linke hält die rechte Hand im Redegestus zum Thronenden hin. Der Rechte hält sein Pallium vor der Brust, er hat einen Vollbart und Stirnglatze. Im Hintergrund neun weitere Personen ebenfalls in Tunika und Pallium. Im unteren Teil auf der linken Seite fünf Körbe und auf der rechten Seite sechs Krüge. Diese Szene kann nach Greaven und Morey u. a. als lehrender Christus zwischen den Aposteln, nach Buschhausen als Christus unter den Aposteln im Typus des vielfigurigen Philosophenbildes, nach Bréhier als Christus segnet die Brötkörbe und Amphoren, nach Wilpert als Harte Rede der Eucharistie, nach Grabar als Zugrundeliegendes Epiphaniethema und nach Zovatto und Cuscito als Maiestas Domini gesehen werden.

#### Vorderseite
Mittig thronende Figur, mit halblangem lockigem herabfallendem Haar, einer Tunika mit Orbiculus an der rechten Schulter, Chlamys, Campagi und einer phrygischen Mütze. Sein Gesicht ist dem rechts Flankierenden zugewandt. Seine vor der Brust erhobene Hand dreht sich ebenfalls diesem zu. Seine linke Hand ruht auf einem auf das hochgestellte Bein liegendem Codex. Der rechts Flankierende ist bärtig während der links Flankierende bartlos jugendlich wirkt. Beide haben die Hände auf dem Rücken. Sie tragen jeweils eine kurzgegürtete Tunika und der links Flankierende andeutungsweise Stiefel. Jeweils hinter den Flankierenden steht ein Mann in phrygischer Tracht mit engen Beinhosen, kurzer Tunika und an den Seiten hochgerafften phrygischen Mützen. Der links Stehende ist bärtig. Der rechts Stehende dagegen hat halblanges lockiges Haar. Von ihnen sind jeweils nur eine Hand und ein Arm zu sehen. Der Rest wird verdeckt von den Flankierenden. Hinter ihnen jeweils vier weitere Personen in phrygischer Tracht, mit gelockten Haaren und Chlamys. Diese Szene wird von Hans Graeven und Morey u. a. als Danielurteil, von Aristide Calderini und Wolfgang Fritz Volbach als Joseph und seine Brüder und von Ottino della Chiesa als zwei christliche Märtyrer gesehen.

#### Rückseite
Mittig thronend eine Frau mit Füßen ruhend auf Suppedaneum, in Tunika und Palla über Kopf mit einem nackten Kind auf dem Schoß. Sie sind bei frontal ausgerichtet. Das Kind neigt seinen Kopf jedoch zum rechts Flankierenden hin. Die zwei Flankierenden tragen flache Schalen, haben wildgelocktes Haar, sind bartlos, gekleidet in langer Tunika Exomis und haben die Knie gebeugt mit Blick zum Kind hin. Dahinter jeweils drei Personen in Chlamys. Die Person ganz rechts im Bild trägt andeutungsweise ein Schild. Nach Graeven und Morey u. a. haben wir hier eine Szene der Magieranbetung, nach Calderini und Venturi die Anbetung der Hirten, nach Giordani Maria und das Jesuskind zwischen Engeln und nach Buschhausen die Auffindung des Moses.

#### Linke Seitenwand
Mittig Thronender mit Füßen auf Suppedaneum, ist frontal ausgerichtet, trägt Tuniks mit Orbiculus, Chlamys, Campagi, Diadem und Zepter. Er hält in der linken Hand das Zepter umfasst. Die rechte Hand ist offen vor der Brust. Vor ihm stehen links und rechts zwei Frauen in Tunika und Palla, wobei bei der Rechten die Palla nicht auf dem Kopf ist. Beide sind nach vorne geneigt mit dem Armen zu einer in Binden gewickelten Gestalt mittig vor dem Thronenden gestreckt. Im Hintergrund sind sechs Personen im Panzer, Chlamys und mit Schilden zu sehen. Der zweite von rechts hält ein nacktes, scheinbar davonschwebendes Kind am Unterarm mit seiner linken Hand fest, während er mit einem Schwert in der rechten Hand zum Hieb ausholt. Diese Szene wird in der Forschung einstimmig als Urteil Salomos akzeptiert.

#### Rechte Seitenwand
Zu sehen sind 4 nahezu frontal stehende Gestalten. Sie wirken relativ bewegt. Der Erste, Zweite und Vierte von links weisen große Ähnlichkeit auf, da sie alle Stiefel, enganliegende Beinhosen, eine gegürtete kurze Tunika und phrygische Mützen tragen. Der Zweite und Vierte haben die Arme vor der Brust erhoben. Der Dritte trägt eine kurzgegürtete Tunika mit Orbiculus, Chlamys und Campagi. Er hält die rechte Hand schräg nach unten ins Bild mit Handfläche zum Betrachter hin. Mit der linken Hand umfasst es das Ende eines vor sich quergestellten Stabes. Er hat kurzes lockiges Haar. Diese Szene wird in der Forschung nahezu einstimmig als Jünglinge im Feuerofen mit dem himmlischen Wesen gedeutet. Jedoch sieht Kirsch hier die Drei Magier vor dem König Herodes und Mély will hier die Verkündigung an die Hirten sehen.